# Ы
Yery o yeru (Ы, ы, normalmente se llama "Ы" (ɨ) en ruso moderno o "еры" jerý tradicionalmente) (cursiva Ы, ы) es una letra cirílica que representa el fonema /ɨ/ después de consonantes (duras) no palatalizadas y ocupa la posición 29ª en el Alfabeto ruso y 28ª en el bielorruso.
Debido a procesos fonológicos, se retrae la pronunciación de /i/ después de consonantes alveolares ((д), (з), (л), (н), (р), (с), (т) o (ц)) a una vocal cerrada  central no redondeada [ɨ], o [ʷi] después de (б), (в), (м), (п). En rusino representa un sonido que es un poco más fuerte que [ɨ] y cercano al sonido î del rumano.
Mientras que las vocales en el alfabeto cirílico pueden dividirse en palatalizadas y no palatalizadas (por ejemplo (а) y (я), ambos representan /a/ y el último denota una consonante palatalizada anterior), (ы) es más complicado; aunque aparece solo después de consonantes duras, su valor fonético difiere (и) y hay algunos académicos que están en desacuerdo en cuanto a si (ы) y (и) indican diversos fonemas.
Como muchas letras cirílicas, originalmente la yery fue formada de una ligadura: ꙑ, formado de Yer (ъ) y (і) (anteriormente escrito sin puntos o con dos puntos) o Izhe (и), cuya antigua forma se asemejaba a (н). En los manuscritos medievales, no había mayor distinción entre (ъі) o (ъи). Una vez que las letras (ъ) y (ь) posteriormente perdieron sus valores como vocales en las lenguas eslavas, solo perduró en algunos alfabetos eslavos modernos como (ы).
Esta letra es generalmente transliterada al castellano y a la mayoría de las otras lenguas de Europa occidental como (y), por ejemplo, Krylov (nombre familiar, Крылов), aunque (y) puede usarse para otros propósitos (por ejemplo, en los dígrafos). Esta ortografía coincide con la del polaco, donde (y) representa el mismo sonido, siguiendo la misma transliteración entre el polaco (alfabeto latino) y el ruso (alfabeto cirílico) (p. ej.: Maryla – Марыля).
Por regla general, en ruso no se empieza una palabra con (ы) (excepto el verbo específico ыкать), empero se da en muchos nombres propios y comunes de origen ruso (incluyendo algunos nombres geográficos en Rusia) que comienzan con esta letra, por ejemplo Ytyk-Kyuyol (Ытык-Кюёль), Ygyatta (Ыгыатта), un pueblo y un río en la República de Sakha (Yakutia), respectivamente.
La (ы) se utiliza en varios idiomas no eslavos que usan el alfabeto cirílico, como algunas lenguas túrquicas y mongólicas donde denota una vocal cerrada posterior no redondeada (ɯ). Su equivalencia en alfabeto latino es (Iı).

## Tabla de códigos
| Codificación de caracteres | Tipo      | Decimal | Hexadecimal | Octal  | Binario             |
| -------------------------- | --------- | ------- | ----------- | ------ | ------------------- |
| Unicode                    | Mayúscula | 1067    | 042B        | 002053 | 0000 0100 0010 1011 |
| Unicode                    | Minúscula | 1099    | 044B        | 002113 | 0000 0100 0100 1011 |
| ISO 8859-5                 | Mayúscula | 203     | CB          | 313    | 1100 1011           |
| ISO 8859-5                 | Minúscula | 249     | EB          | 353    | 1110 1011           |
| KOI 8                      | Mayúscula | 249     | F9          | 371    | 1111 1001           |
| KOI 8                      | Minúscula | 217     | D9          | 331    | 1101 1001           |
| Windows 1251               | Mayúscula | 219     | DB          | 332    | 1101 1011           |
| Windows 1251               | Minúscula | 251     | FB          | 373    | 1111 1011           |
Sus códigos HTML son: &#1067; o &#x42B para la mayúscula, y &#1099; o &#x44B; para la minúscula.